# Primorska paklara
Primorska paklara (latinski: Lethenteron zanandreai) endemska je vrsta paklare jadranskog sliva koja nastanjuje Italiju, Sloveniju, Hrvatsku i Bosnu i Hercegovinu. Vrsta je dobila ime po talijanskom znanstveniku Giuseppeu Zanandrei.

## Rasprostranjenost
Primorska paklara nastanjuje alpske potoke Italije, tj. pritoke rijeke Pad. Također nastanjuje rijeke Potenza i Esino u središnjoj Italiji. U Sloveniji obitava u porječju Soče i Vipave, u BiH u Hutovom blatu, a u Hrvatskoj nastanjuje sljevove rijeka Mirne, Neretve i Matice.

## Opis
Primorska paklara dolazi u dva stadija: ličinački i odrasli. Ličinke koje se još nazivaju i pokačama mogu narasti do 21,6 cm te se hrane organskim tvarima i bentoskim algama. Odrasle jedinke nešto su manje veličine te njihova prosječna duljina iznosi oko 20 cm. U odraslom stadiju primorske paklare se ne hrane te je njihova uloga samo reproduktivna. Odrasle jedinke su srebrnkasto obojene. Tijelo im je duguljasto, glatko i sluzavo, a na glavi posjeduju četiri jače obojana područja koja koriste pri prepoznavanju vrsta. Ne posjeduju parne peraje što ih razlikuje od ostalih riba. Paklare nastanjuju čiste i hladne rijeke, zadržavaju se u gornjim tokovima rijeka gdje je voda oksigeniranija i hladnija. Paklare naseljavaju pjeskovita i muljevita dna bogata organskim tvarima.

## Život primorske paklare
Primorska pakla živi prosječno 5 godina. Većinu svog života (oko četiri i pol godine) provede u ličinačkom stadiju. Kratki dio života provede u odraslom stadiju gdje se ne hrani, već je glavna uloga reprodukcija. Metamorfoza iz ličinačke faze u odraslu traje od kolovoza do listopada. Za neke ženke je poznato da uopće ne prolaze kroz preobrazbu već se razmnožavaju u ličinačkom stadiju. Razmnožavanje primorske paklare traje od siječnja do lipnja kada temperatura vode naraste iznad 9 °C. Tijekom mrijesta skupljaju se u jata gdje mužjaci kopaju gnijezda u mulju ili pijesku. Nakon mrijesta odrasle paklare ugibaju.

## Ugroženost i zaštita
Prema IUCN-u primorska paklara u Hrvatskoj ima status ugrožene vrste (EN). Primorsku paklaru direktno ugrožava gubitak staništa, odnosno regulacija i pregradnja vodotoka prilikom čega nestaju muljeviti i šljunčani nanosi. S obzirom na ugroženost i gubitak staništa, primorska paklara se nalazi na popisu strogo zaštićenih vrsta u Republici Hrvatskoj. Vrsta je također međunarodno zaštićena Bernskom konvencijom (Dodaci II i III) i Europskom direktivom o zaštiti staništa (Dodaci II i V).